# Papuanella rubra
Papuanella rubra är en insektsart som först beskrevs av Xavier Montrouzier 1855.  Papuanella rubra ingår i släktet Papuanella och familjen Flatidae. Inga underarter finns listade i Catalogue of Life.